# Gran Premio del Canada 1972
Il Gran Premio del Canada 1972,  XII Labatt's 50 Grand Prix of Canada e undicesima gara del campionato di Formula 1 del 1972, si è svolto il 24 settembre sul Circuito di Mosport Park ed è stato vinto da Jackie Stewart su Tyrrell-Ford Cosworth.

## Qualifiche
| Pos | No | Pilota               | Costruttore  | Squadra                         | Tempo  | Gap  |
| --- | -- | -------------------- | ------------ | ------------------------------- | ------ | ---- |
| 1   | 19 | Peter Revson         | McLaren-Ford | Yardley Team McLaren            | 1:13.6 |      |
| 2   | 18 | Denny Hulme          | McLaren-Ford | Yardley Team McLaren            | 1:13.9 | +0.3 |
| 3   | 25 | Ronnie Peterson      | March-Ford   | STP March Racing Team           | 1:14.0 | +0.4 |
| 4   | 5  | Emerson Fittipaldi   | Lotus-Ford   | John Player Team Lotus          | 1:14.4 | +0.8 |
| 5   | 1  | Jackie Stewart       | Tyrrell-Ford | Elf Team Tyrrell                | 1:14.4 | +0.8 |
| 6   | 2  | François Cevert      | Tyrrell-Ford | Elf Team Tyrrell                | 1:14.5 | +0.9 |
| 7   | 11 | Clay Regazzoni       | Ferrari      | Scuderia Ferrari SpA SEFAC      | 1:14.5 | +0.9 |
| 8   | 10 | Jacky Ickx           | Ferrari      | Scuderia Ferrari SpA SEFAC      | 1:14.7 | +1.1 |
| 9   | 8  | Carlos Reutemann     | Brabham-Ford | Motor Racing Developments Ltd   | 1:14.9 | +1.3 |
| 10  | 4  | Chris Amon           | Matra        | Equipe Matra Sports             | 1:15.4 | +1.8 |
| 11  | 9  | Wilson Fittipaldi    | Brabham-Ford | Motor Racing Developments Ltd   | 1:15.6 | +2.0 |
| 12  | 16 | Peter Gethin         | BRM          | Marlboro BRM                    | 1:15.7 | +2.1 |
| 13  | 22 | Tim Schenken         | Surtees-Ford | Team Surtees                    | 1:15.7 | +2.1 |
| 14  | 15 | Howden Ganley        | BRM          | Marlboro BRM                    | 1:15.7 | +2.1 |
| 15  | 23 | Andrea De Adamich    | Surtees-Ford | Ceramica Pagnossin Team Surtees | 1:15.9 | +2.3 |
| 16  | 6  | Reine Wisell         | Lotus-Ford   | John Player Team Lotus          | 1:16.0 | +2.4 |
| 17  | 7  | Graham Hill          | Brabham-Ford | Motor Racing Developments Ltd   | 1:16.2 | +2.6 |
| 18  | 29 | Carlos Pace          | March-Ford   | Team Williams Motul             | 1:16.4 | +2.8 |
| 19  | 26 | Niki Lauda           | March-Ford   | STP March Racing Team           | 1:16.8 | +3.2 |
| 20  | 14 | Jean-Pierre Beltoise | BRM          | Marlboro BRM                    | 1:16.8 | +3.2 |
| 21  | 28 | Henri Pescarolo      | March-Ford   | Team Williams Motul             | 1:17.0 | +3.4 |
| 22  | 33 | Skip Barber          | March-Ford   | Gene Mason Racing               | 1:17.1 | +3.5 |
| 23  | 17 | Bill Brack           | BRM          | Marlboro BRM                    | 1:17.9 | +4.3 |
| 24  | 27 | Mike Beuttler        | March-Ford   | Clarke-Mordaunt-Guthrie Racing  | 1:18.4 | +4.8 |
| 25  | 31 | Derek Bell           | Tecno        | Martini Racing Team             | 1:18.6 | +5.0 |

## Gara
| Pos | No | Pilota               | Costruttore  | Giri | Tempo/Ritiro        | Pos. Griglia | Punti |
| --- | -- | -------------------- | ------------ | ---- | ------------------- | ------------ | ----- |
| 1   | 1  | Jackie Stewart       | Tyrrell-Ford | 80   | 1:43:17.1           | 5            | 9     |
| 2   | 19 | Peter Revson         | McLaren-Ford | 80   | + 48.2              | 1            | 6     |
| 3   | 18 | Denny Hulme          | McLaren-Ford | 80   | + 54.6              | 2            | 4     |
| 4   | 8  | Carlos Reutemann     | Brabham-Ford | 80   | + 1:00.7            | 9            | 3     |
| 5   | 11 | Clay Regazzoni       | Ferrari      | 80   | + 1:07.0            | 7            | 2     |
| 6   | 4  | Chris Amon           | Matra        | 79   | + 1 Giro            | 10           | 1     |
| 7   | 22 | Tim Schenken         | Surtees-Ford | 79   | + 1 Giro            | 13           |       |
| 8   | 7  | Graham Hill          | Brabham-Ford | 79   | + 1 Giro            | 17           |       |
| 9   | 29 | Carlos Pace          | March-Ford   | 78   | Mancanza di benzina | 18           |       |
| 10  | 15 | Howden Ganley        | BRM          | 78   | + 2 Giri            | 14           |       |
| 11  | 5  | Emerson Fittipaldi   | Lotus-Ford   | 78   | + 2 Giri            | 4            |       |
| 12  | 10 | Jacky Ickx           | Ferrari      | 76   | + 4 Giri            | 8            |       |
| 13  | 28 | Henri Pescarolo      | March-Ford   | 73   | + 7 Giri            | 21           |       |
| Ret | 6  | Reine Wisell         | Lotus-Ford   | 65   | Motore              | 16           |       |
| DSQ | 26 | Niki Lauda           | March-Ford   | 64   | Squalificato        | 19           |       |
| DSQ | 25 | Ronnie Peterson      | March-Ford   | 61   | Squalificato        | 3            |       |
| NC  | 27 | Mike Beuttler        | March-Ford   | 59   | Non Classificato    | 24           |       |
| Ret | 2  | François Cevert      | Tyrrell-Ford | 51   | Cambio              | 6            |       |
| Ret | 16 | Peter Gethin         | BRM          | 25   | Sospensione         | 12           |       |
| NC  | 33 | Skip Barber          | March-Ford   | 24   | Non Classificato    | 22           |       |
| Ret | 14 | Jean-Pierre Beltoise | BRM          | 21   | Perdita d'olio      | 20           |       |
| Ret | 17 | Bill Brack           | BRM          | 20   | Testacoda           | 23           |       |
| Ret | 9  | Wilson Fittipaldi    | Brabham-Ford | 5    | Cambio              | 11           |       |
| Ret | 23 | Andrea De Adamich    | Surtees-Ford | 2    | Cambio              | 15           |       |
| DNS | 31 | Derek Bell           | Tecno        | 0    | Non partito         | 25           |       |

## Statistiche
Piloti
- 21ª vittoria per Jackie Stewart
- 1° e unica pole position per Peter Revson
- Ultimo Gran Premio per Bill Brack

Costruttori
- 10° vittoria per la Tyrrell
- 1° pole position per la McLaren

Motori
- 50° vittoria per il motore Ford Cosworth

Giri al comando
- Ronnie Peterson (1-3)
- Jackie Stewart (4-80)

## Classifiche

### Piloti
| Pos. | Pilota               | Punti |
| ---- | -------------------- | ----- |
| 1    | Emerson Fittipaldi   | 61    |
| 2    | Jackie Stewart       | 36    |
| 3    | Denny Hulme          | 35    |
| 4    | Jacky Ickx           | 25    |
| 5    | Peter Revson         | 23    |
| 6    | Clay Regazzoni       | 15    |
| 7    | Mike Hailwood        | 13    |
| 8    | Chris Amon           | 12    |
| 9    | Jean-Pierre Beltoise | 9     |
| 10   | François Cevert      | 9     |
| 11   | Ronnie Peterson      | 9     |
| 12   | Howden Ganley        | 4     |
| 13   | Brian Redman         | 4     |
| 14   | Graham Hill          | 4     |
| 15   | Carlos Reutemann     | 3     |
| 16   | Andrea De Adamich    | 3     |
| 17   | Mario Andretti       | 3     |
| 18   | Carlos Pace          | 3     |
| 19   | Tim Schenken         | 2     |
| 20   | Arturo Merzario      | 1     |
| 21   | Peter Gethin         | 1     |

### Costruttori
| Pos. | Team         | Punti |
| ---- | ------------ | ----- |
| 1    | Lotus-Ford   | 61    |
| 2    | McLaren-Ford | 45    |
| 3    | Tyrrell-Ford | 42    |
| 4    | Ferrari      | 31    |
| 5    | Surtees-Ford | 18    |
| 6    | BRM          | 14    |
| 7    | March-Ford   | 12    |
| 8    | Matra        | 12    |
| 9    | Brabham-Ford | 7     |